# Amphinemura curvispina
Amphinemura curvispina är en bäcksländeart som först beskrevs av Wu, C.F. 1973.  Amphinemura curvispina ingår i släktet Amphinemura och familjen kryssbäcksländor. Inga underarter finns listade i Catalogue of Life.